# Victor Callejas
Victor Callejas est un boxeur portoricain né le 11 décembre 1960.

## Carrière
Passé professionnel en 1979, il devient champion du monde des super-coqs WBA le 26 mai 1984 après sa victoire par arrêt de l'arbitre au 8e round contre Loris Stecca. Callejas conserve son titre face à Seung-Hoon Lee puis à nouveau contre Stecca avant d'être destitué par la WBA pour ne pas avoir remis sa ceinture en jeu dans le délai imparti. Battu en 1988 par Jeff Fenech, champion WBC des poids plumes, il met un terme à sa carrière en 1990 sur un bilan de 27 victoires et 3 défaites.